# Bratten, Göteborg
Bratten är den nordöstra delen av Styrsö i Göteborgs södra skärgård. Namnet är givet av den branta klippan (bratt är ett gammalt ord för brant) vid hamnen. På 1700-talet anlades sillindustri. I mitten av 1800-talet utvecklades här en populär badort för göteborgarna i och med ångbåtstrafiken som startades. Stora restauranger och hotell etablerades och i början av 1900-talet uppfördes många eleganta villor för välbeställda sommargäster.
Idag är Bratten som andra förorter, med primärvård, bibliotek och pub. Styrsö är bilfritt, men skärgårdsbåtar sköter kommunikationerna året runt.